# Wendy Crewson
Wendy Jane Crewson (Hamilton (Ontario), 9 mei 1956) is een Canadese actrice. Ze is vooral bekend uit The Santa Clause 2-filmreeks, The 6th Day met Arnold Schwarzenegger en de film Bicentennial Man.

## Filmografie
- The Santa Clause (1994)
- Corrina, Corrina (1994)
- Air Force One (1997)
- Bicentennial Man (1999)
- Better Than Chocolate (1999)
- The 6th Day (2000)
- The Many Trails of One Jane One (2002)
- The Santa Clause 2 (2002)
- An Unexpected Love (2003)
- The Santa Clause 3: The Escape Clause (2006)
- We Were Liars (2025)